# Język onin
Język onin (a. onim), także: sepa, rumbati – język austronezyjski używany w indonezyjskiej prowincji Papua Zachodnia, w północnej części półwyspu Bomberai. Według danych z 2000 roku posługuje się nim 500 osób.
Jego użytkownicy zamieszkują wieś Rumbati oraz okoliczne miejscowości (Tawar, Salakiti, Sengkiti, Gar, Perwasak, Werpigan, Werabuan). Dzieli się na dialekty: nikuda, ogar, patipi, sepa.
Potencjalnie zagrożony wymarciem, znajduje się pod presją języków iha i indonezyjskiego.
Wywarł wpływ na słownictwo niektórych pobliskich języków papuaskich (mbaham i iha). Na bazie tego języka powstał miejscowy pidżyn.
Jego przynależność lingwistyczna nie została dobrze ustalona. Do bliskich krewnych tego języka należą sekar i uruangnirin, przypuszczalnie także język yamdena z archipelagu Moluków.